# 111-я кавалерийская дивизия
111-я отдельная Калмыцкая кавалерийская дивизия им. О. И. Городовикова — воинское соединение РККА, во время Великой Отечественной войны.
Сокращённое наименование — 111 кд.

## История дивизии
С 26 ноября 1941 г. началось формирование двух калмыцких кавалерийских дивизий. Решением бюро Калмыцкого обкома партии и СНК Калмыцкой АССР от 13 февраля 1942 года этим дивизиям присвоили наименования: 110-я Отдельная Калмыцкая кавалерийская дивизия (ОККД) им. С. М. Будённого и 111-я Отдельная Калмыцкая кавалерийская дивизия (ОККД) им. О И. Городовикова. В марте 1942 г. распоряжением Государственного Комитета Обороны дальнейшее формирование 111-й ОККД было приостановлено.

## Состав
- 274-й Элистинский кавалерийский полк[2]
- 293-й Башантинский кавалерийский полк[2]
- 312-й Приморский кавалерийский полк[2]
- 111-й отдельный конно-артиллерийский дивизион
- 100-й отдельный артиллерийский парк
- 82-й отдельный полуэскадрон связи
- 111-й отдельный эскадрон химической защиты
- отдельная зенитная батарея
- ? медико-санитарный эскадрон
- 82-й продовольственный транспорт
- ? дивизионный ветеринарный лазарет
- дивизионная редакция и типография
- военная прокуратура дивизии
- военный трибунал дивизии
- особый отдел дивизии
- отдельный стрелковый взвод особого отдела дивизии
- 1926-я полевая почтовая станция
- 1029-я полевая касса Госбанка

## Командование дивизии

### Командир
- Белоусов, Григорий Антонович (31.03.1942 — 19.04.1942), полковник[5][6]

### Военный комиссар
- Броницкий Михаил Степанович (27.01.1942 — 08.04.1942), старший батальонный комиссар[7]

### Начальник политотдела
- Ярушников Павел Иванович (27.01.1942 — 08.04.1942), батальонный комиссар[7]